# Bayerische Staatsbibliothek

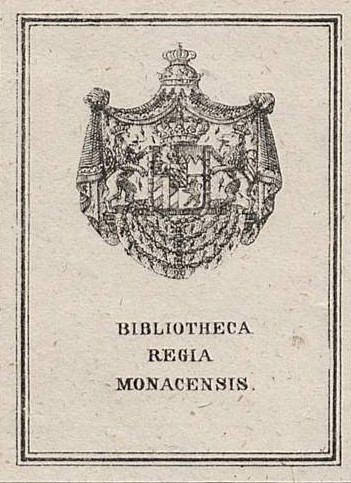
Ex-libris della Bibliotheca Regia Monacensis

La Bayerische Staatsbibliothek (Biblioteca Nazionale Bavarese) è una biblioteca di Monaco di Baviera, ed è la più grande biblioteca statale della Germania dopo quella di Berlino.
La biblioteca statale bavarese (BSB) di Monaco è la biblioteca centrale territoriale del Libero Stato di Baviera ed una delle più importanti biblioteche universali d'Europa.
Essa gode di un prestigio mondiale come biblioteca di ricerca internazionale.
Insieme con la Biblioteca di Stato di Berlino e la Biblioteca Nazionale Tedesca costituisce la biblioteca nazionale virtuale di tutta la Germania.
Essa dispone di una delle più importanti raccolte di manoscritti del mondo, di una delle più vaste raccolte di incunaboli della Germania come pure di numerose altre importanti collezioni specialistiche (musica, cartografia, e illustrazioni, Europa Orientale, Oriente, Asia Orientale).

## Storia
La biblioteca venne fondata nel 1558 come biblioteca di corte dal duca Albrecht V Wittelsbach con l'acquisto della biblioteca dell'umanista tedesco Johann Albrecht Widmannstetter.
Nel 1571 venne acquisita la collezione di Johann Jakob Fugger che comprendeva anche la biblioteca di Hartmann Schedel.
Dal 1663 esiste in Baviera – ed è tuttora immutata -la legge del deposito di stampa obbligatorio, in base alla quale vanno depositate presso la biblioteca di Stato Bavarese 2 copie di tutti i testi pubblicati in Baviera.
In seguito alla secolarizzazione in Baviera ed al trasferimento della biblioteca di corte del Palatinato, la biblioteca si arricchì tra il 1802 e il 1804 di un patrimonio di circa 550.000 volumi e di 18.600 manoscritti.
Dal 1919 l'antica biblioteca di corte di Monaco viene denominata “Biblioteca di Stato Bavarese”.
Durante la seconda guerra mondiale, nonostante il trasferimento in magazzino di numerosi fondi, andarono perduti circa 500.000 volumi. Lo stesso edificio della biblioteca andò distrutto per l'85%. Dal 1946 iniziarono i lavori di ricostruzione dell'edificio della biblioteca e il recupero dei fondi provvisoriamente depositati nei magazzini.
La ricostruzione venne ultimata con l'inaugurazione dell'ala sud dell'edificio. Nel 1988 iniziò la sua attività la biblioteca di deposito di Garching.
Nel 1997 venne costituito il Centro per la digitalizzazione e nel 2007 venne comunicato un progetto di cooperazione con Google finalizzato alla digitalizzazione delle collezioni della biblioteca svincolate dal diritto di autore.

## Architettura
L'edificio fu il primo progetto di Friedrich von Gärtner, che iniziò i lavori nel 1832 e li ultimò nel 1843. Il palazzo si ispira allo stile rinascimentale italiano. La balaustra dell'ingresso è decorata con le statue di Tucidide, Omero, Aristotele e Ippocrate, opera di Ludwig von Schwanthaler. Lo scalone all'interno è custodito da statue di sapienti antichi e dei fondatori della biblioteca.

## Storia e collezione
La collezione della biblioteca trae origine dai libri accumulati nel corso del tempo da parte del duca Alberto V e del figlio, Guglielmo V. La collezione iniziò ad aumentare quando il principe elettore Ferdinando decretò che una copia di ogni libro pubblicato in Baviera, o pubblicato all'estero da un bavarese, dovesse essere conservata nella biblioteca. Nel 1773 la collezione ebbe un'altra notevole aggiunta, anche di prime edizioni, con l'abolizione dell'ordine dei gesuiti. Lo stesso accadde nel 1803, a seguito della chiusura dei monasteri.

## Patrimonio
- 10.000.000 volumi
- 93.000 manoscritti. Esempi:
  - l'Evangeliario di Ottone III
  - l'Evangeliario del Duomo di Bamberga
  - il Codice Bavaro
  - il Codex Aureus
  - un manoscritto del poema dei Nibelunghi (manoscritto A)
  - i Carmina Burana
  - i monumenti di Frisinga
  - il libro delle Pericopi dell'Imperatore Federico II
  - un Talmud di Babilonia
  - il libro dei cori di Orlando di Lasso
  - il planisfero di Pedro Reinel
- 55.000 riviste a stampa ed elettroniche
- Circa 19.900 esemplari di circa 9.660 incunaboli  (ossia circa 1/3 dei circa 28.000 incunaboli conservati a livello mondiale), inclusi alcuni incunaboli di Gutenberg, dunque tra i primi libri a stampa in Europa:
  - una Bibbia di Gutenberg (1453)
  - il cosiddetto Türkenkalender (1453), un pamphlet in cui si invitano i sovrani cristiani d'Europa a stare in guardia dalla minaccia turca[1][2]
- 267.313 volumi digitalizzati per una capacità di memoria di ca. 200 Terabytes (al 10 maggio 2010)

## Utenza
Le sale di lettura della Biblioteca di Stato Bavarese vengono utilizzate quotidianamente da circa 3.000 persone. Nella sala di lettura centrale aperta tutti i giorni dalle 8 alle 24 sono accessibili su scaffale aperto circa 130.000 volumi, in prevalenza opere di consultazione. Nella sala lettura dei periodici sono disponibili all'incirca 18.000 fascicoli di riviste correnti. Le sezioni di manoscritti e stampe antiche, carte e illustrazioni, musica, Europa Orientale, Oriente e Asia Orientale dispongono di proprie sale di lettura con materiale a scaffale aperto. Dai depositi quotidianamente vengono prelevati giornalmente 1.500 volumi per l'utilizzo nella sala di lettura centrale.